# III. Henrik német-római császár
III. Henrik vagy Fekete Henrik (németül: Heinrich III.), (1017. október 28. – 1056. október 5.) német király 1039-től, német-római császár 1046-tól haláláig, a Száli-házból, ismert VI. Henrik bajor hercegként is.

## Élete

### Ifjúsága
Henrik 1017-ben született II. Konrád német-római császár és Gizella (II. Hermann sváb herceg leánya) fiaként, vagyis még azelőtt, hogy édesapját 1024-ben királlyá választották volna. Széles körű képzésben részesült és módszeresen felkészítették az uralkodásra; már korán részt vett az apja által tartott tanácskozásokon.
1027 – 1042 között Bajorország hercege, 1038 – 1045 között sváb herceg volt. 1028. április 14-én húsvétkor, édesapja német királlyá koronáztatta; a szertartást Pilgrim kölni érsek végezte Aachenben. 1038 őszén Burgundia királya lett. 1039 Konrád utódjaként trónra lépett.

### Lengyelországi hadjárat
A birodalmi határok mentén kialakult helyzet már rögtön trónra lépésekor aktív külpolitikára kényszerítette az új királyt. Még Konrád halálát megelőzően, 1037-ben, az ellene kitört lázadást követően kénytelen volt elmenekülni országából I. Kázmér lengyel fejedelem. Az uralkodó nélküli, anarchiába süllyedő – ámde német hűbéres – Lengyelországra ekkor I. Břetislav cseh fejedelem  támadt rá, és elfoglalta jelentős részét: Sziléziát és Kis-Lengyelországot, kifosztotta Nagy-Lengyelországot, földig égette Gnieznót és elrabolta Szent Adalbert ereklyéit, amelyeket Prágába vitetett. Henrik azonban, édesapjához hasonlóan a lengyelek mellé állt és három oldalról, Meißen, Bajorország és Ausztria felől támadott a csehekre. Sikerült Břetislávot rákényszerítenie, hogy kivonuljon Lengyelországból és elismertetnie a német fennhatóságot. Kázmér 1039-ben Henrik segítségével visszatért a trónjára, mire Břetislav szövetségeséhez, Péter magyar királyhoz fordult. 1040 elején magyar csapatok törtek be az Osztrák Őrgrófság területére, Henrik Csehország elleni támadása viszont kudarcba fulladt. Az 1041-es hadjárat végre sikerrel járt: Břetislav meghódolt, és lemondott Lengyelországról, cserébe megtarthatta Sziléziát.

### Az első magyarországi hadjárat
Magyarországon I. István király 1038-ban meghalt és Orseolo Péter, Orseolo Ottó velencei dózse fia foglalta el a trónt. A magyarok azonban elűzték és helyette Aba Sámuelt választották királynak. Péter előbbi ellenfeléhez, Henrikhez fordult támogatásért. Miután az új uralkodó, Aba Sámuel nem kívánta Henrik döntőbíráskodását, hamarosan megindultak a harcok. 1042-ben magyar csapatok dúlták fel az Osztrák Őrgrófság, Karintia és Bajorország határvidékeit. A Sámuel ellen 1042–1043-ban folytatott háború azzal ért véget, hogy a magyarok visszaadták a még I. István által megszerzett területeket.

### Házassága, lotharingiai problémák
A Poitoui Ágnessel 1043-ban megkötött házassága burgundiai birtokokkal is járt. Ez szorosabb összeköttetésbe hozta Henriket a clunyi reformmozgalommal, amely az egyház megújítása mellett ekkor még elislmerte a világi uralkodók központosítási törekvéseinek szükségességét. Ekkortájt kezdődött az I. Henrik francia király által támogatott Szakállas Gottfrieddel, amely 1047-ben a lotharingia herceg trónfosztásához vezetett.

### A második magyarországi hadjárat

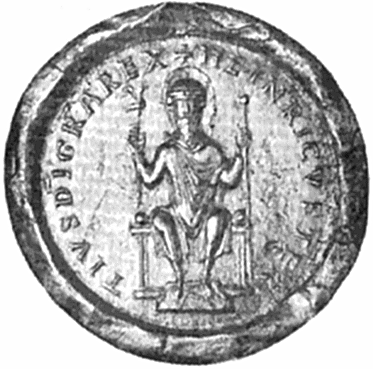
III. Henrik császári pecsétje

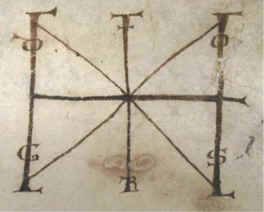
III. Henrik monogramja

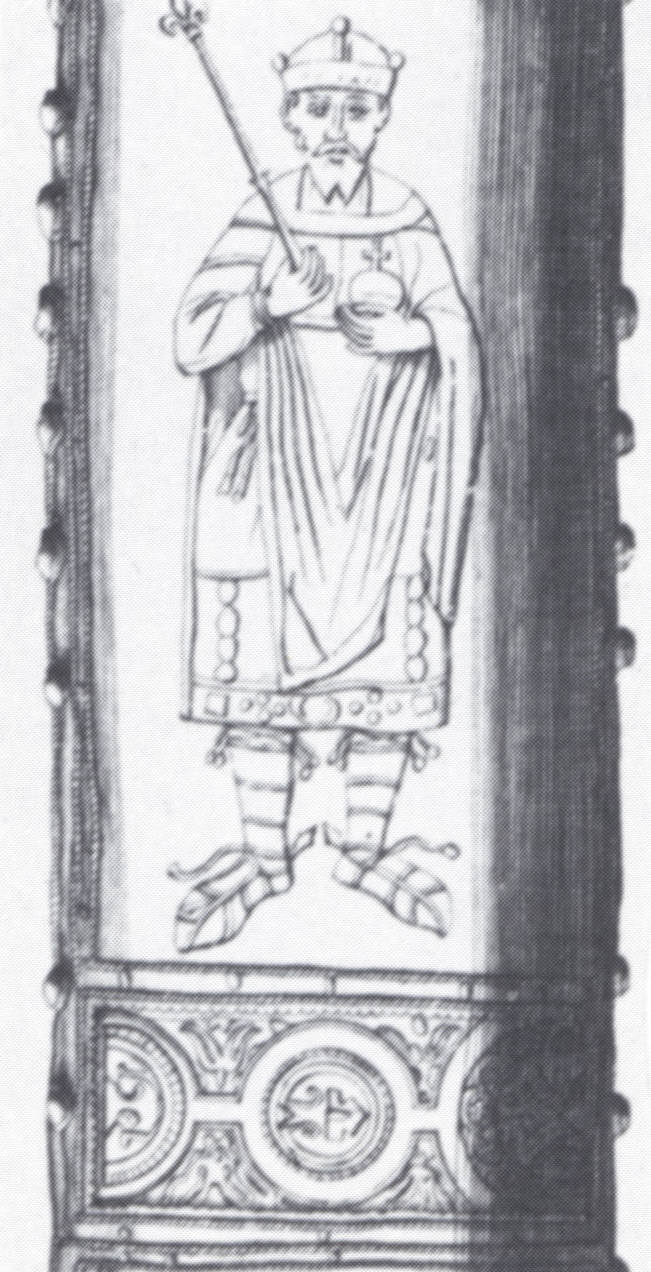
III. Henrik

Miután Aba Sámuel belpolitikája Péter pártjára térítette addigi támogatóit, Henrik 1044-ben újabb hadjáratot indított ellene. A ménfői ütközetet követően Péter visszakerült a trónra, ám mivel helyzete erősen meggyengült, még szorosabb kötelék felvételére szánta el magát: 1045-ben országát birodalmi hűbérként fogadta el Henriktől.

### Az első itáliai hadjárat
Rómában eközben szintén jelentős események történtek. A züllött életet élő IX. Benedeket 1044-ben elűzték a pápai trónról. A kettős választást követően azonban már 3 pápa is lett: IX. Benedek, III. Szilveszter és VI. Gergely személyében. Az első itáliai útjára (1046–1047) induló Henrik 1046-ban a sutri zsinaton mindhármukat letétette, és Suidger bambergi püspököt (II. Kelemen néven) tette meg pápának, aki császárrá is koronázta őt. (Gergelyt magával vitt Németországba, ahol az hamarosan meg is halt.)
Henrik némely intézkedésével, mint például azzal, hogy a tartományából elűzött Waimar capuai herceget egyházi birtokokból elégítette ki, lényegében teljesen megfosztotta hatalmától a pápát. A császár hazatérőben megkísérelte V. Bonifác toscanai őrgrófot is foglyul ejteni – sikertelenül.

### Otthoni lázadások
Németországban Henriknek Szakállas Gottfried, valamint V. Balduin flandriai és IV. Dietrich hollandi gróf lázadásával kellett szembenéznie. 1048-ra sikerült levernie a felkelést.

### Itália újabb gondjai
Eközben meghalt Henrik támogatottja, II. Kelemen (1047). A visszatérő IX. Benedek ellenében ekkor Poppo brixeni püspököt (II. Damáz), majd annak hamarosan bekövetkező halála után Bruno touli püspököt (IX. Leó, 1049-től) nevezte ki pápának. A pápaság ezzel teljes egészében a császári hatalom függésébe került, amit egyébként is megkönnyített elvilágiasodása és birtokai nagy részének fentebb említett elvesztése is.

### A harmadik és a negyedik magyarországi hadjárat
Miután Péter királyt 1046-ban elűzték, Magyarország megszűnt német hűbéres lenni. A pápa körüli ügyletekkel, valamint Gottfriedék ismételt lázadásaival elfoglalt Henrik csak 1051-ben (lásd. Búvár Kund legendája) és 1052-ben tudott hadat vezetni Magyarországra, de mindkét esetben vereséget szenvedett az új uralkodótól, I. Andrástól, így kénytelen volt lemondani hódító terveiről.

### Bajor lázadás
Újabb súlyos belviszályt jelentett a császár bizalmi emberének, Gebhard regensburgi püspöknek és I. Konrád (Kuno) bajor hercegnek 1052 végén kirobbant fegyveres konfliktusa. Miután Henrik unokafivére, Gebhard mellé állt, és Konrádot megfosztotta hercegségétől. Utóbbi a magyarokhoz menekült, és tőlük kért segítséget tartománya visszaszerzéséhez. András csapatokat bocsátott rendelkezésére, amelyekkel 1054–1055 folyamán a herceg osztrák, bajor és karantán területekre támadt.

### A második itáliai hadjárat
Konrád helyzetén jelentősen javított az itáliai helyzet. 1054-ben meghalt IX. Leó, akinek utódjául Henrik Gebhard eischstädti püspököt nevezte ki (II. Viktor). Ugyancsak 1054-ben viszont kibékíthetetlen ellensége, Szakállas Gottfried elvette Beatrix toscanai grófnőt – másik ellenfele, Bonifác leányát –, és így megerősödve vehette fel a császár elleni küzdelmet.
Henrik 1055-ben indult Alpokon túli második hadjáratára. A Gottfried elleni harcot a városok támogatásával nyerte meg, amelyet cserébe kiváltságokkal erősített meg. A vesztes herceg Flandriába menekülése után a fogságba esett Beatrixot leányával, Matilddal együtt Németországba vitték.
Otthon Gottfried a flandriai Balduinnal, Welf karantán herceggel, valamint az ezúttal a császár ellen forduló Gebharddal összeesküvést szőtt Henrik meggyilkolása és az elűzött Konrád herceg német trónra helyezése érdekében. Welf és Konrád halálát követően az összeesküvés kudarcba fulladt ugyan, de Henrik ezt már csak alig egy évvel élte túl.

### Halála
A császár 1056-ban hunyt el, egy hatéves fiút hagyva maga után. Judit nevű leánya Salamon magyar király felesége lett, majd Salamon halála után I. Ulászló lengyel fejedelemhez ment nőül.
Henriket a speyeri dómban temették el, a szívét pedig a goslari Ulrich-kápolnában őrzik.

## Öröksége
III. Henrik személyében a világi (regnum) és szellemi (sacerdotium) hatalom összefonódott. Egyrészt erősen kötődött a birodalmi egyház eszméjéhez és az egyházat hatalmi tényezőként használta. Ez megnyilvánult a püspökök kinevezésében, illetve a pápák leváltásában és trónra helyezésében. Másrészt a mélyen vallásos Henrik komolyan magáévá tette a cluny reformokat, elítélte a szimóniát, elhatárolódva ezáltal apjától, és kiállt a cölibátus és az Isten békéje mellett. Kiszabadította a pápaságot a római nemességgel való összefonódásból és egyetemessé tette. Ezzel azonban létrehozta azt a problémát, amellyel fiának, IV. Henriknek meg kellett küzdenie az invesztitúraharcok idején.

## Utódai
- Dániai Gunhilddal[2] (1019[2] – 1038. július 18.,[2] házasság Nimeguenben 1036-ban), II. Knut dán király leányával kötött első házasságából:
  - Beatrix[2] (1037 – 1061. július 13.), Quedlinburg és Gandersheim apátnője
- Aquitániai Ágnessel[2] (1024[2] – 1077. december 14.[2]) kötött második házasságából (1143. november 21.[2]):
  - Adelheid[2] (1045 – 1096. január 11.), szintén Gandersheimban és Quedlinburgban volt apátnő
  - Gizella[2] (1047 – 1053. május 6.)
  - (Sváb) Matild[2] (1048 októbere – 1060. május 12.), Rudolf sváb herceg felesége
  - IV. Henrik német-római császár[2] (1050. november 11. – 1106. augusztus 7.)
  - (Bajor) Konrád (1052 szeptembere/októbere – 1055. április 10.), Bajorország hercege
  - Judit[2] (1054. április 9. – 1096. március 14. [?]), Salamon magyar király felesége

## Fordítás
- Ez a szócikk részben vagy egészben a Heinrich III. (HRR) című német Wikipédia-szócikk ezen változatának fordításán alapul.  Az eredeti cikk szerkesztőit annak laptörténete sorolja fel. Ez a jelzés csupán a megfogalmazás eredetét és a szerzői jogokat jelzi, nem szolgál a cikkben szereplő információk forrásmegjelöléseként.